# Christopher Logue
Christopher Logue (23 novembre 1926 – 2 décembre 2011) est un poète anglais associé au British Poetry Revival et un pacifiste.

## Biographie
Né à Portsmouth, Hampshire, et élevé dans la région de Portsmouth, Logue est le seul enfant de John et Molly Logue, qui se sont mariés tardivement. Il fréquente des écoles catholiques, notamment le St John's College de Portsmouth et le Prior Park College, avant d'aller à la Portsmouth Grammar School. Lors d'une convocation, il s'enrôle dans le Black Watch et est affecté en Palestine. Il est traduit en cour martiale en 1945 pour un projet de vente de livrets de paie volés et condamné à 16 mois d'emprisonnement, peine purgé en partie dans la prison d'Acre. Il vit à Paris de 1951 à 1956 et est l'ami d'Alexander Trocchi.
En 1958, il rejoint la première marche d'Aldermaston, organisée par le Comité d'action directe contre la guerre nucléaire. Il fait partie du Comité des 100. Il purge un mois de prison pour avoir refusé de s'engager à ne pas poursuivre la séance du 17 septembre 1961 sur la place du Parlement.
Il est ami pendant de nombreuses années avec l'auteur et traducteur Austryn Wainhouse (en), avec qui il entretient une correspondance animée pendant des décennies.

## Carrière
Logue est un dramaturge et scénariste ainsi qu'un acteur de cinéma. Il signe les scénarios de Savage Messiah et The End of Arthur's Marriage. Il contribue au magazine Private Eye entre 1962 et 1993 et écrit également pour le journal littéraire d'Alexander Trocchi, Merlin . Logue remporte le Whitbread Poetry Award 2005 pour "Cold Calls".
Sa popularité est lancée par la sortie d'une adaptation libre des Twenty Love Poems de Pablo Neruda, diffusée plus tard sur le troisième programme de la BBC Radio le 8 mars 1959 avec les poèmes, lus par Logue lui-même, mis en musique sur du jazz par le pianiste Bill Le Sage et le batteur Tony Kinsey et un groupe comprenant Kenny Napper à la basse, Ken Wray au trombone et Les Condon à la trompette. Une version de la performance est ensuite publiée sous forme d'enregistrement, "Red Bird: Jazz and Poetry".
L'un de ses poèmes, Be Not Too Hard, est mis en musique par Donovan et entendu dans le film Poor Cow (1967), et est rendu populaire par Joan Baez sur son album éponyme de 1967, Joan. Une autre chanson complètement différente intitulée "Be Not Too Hard" basée sur le poème est interprétée par Earth Band de Manfred Mann sur leur album de 1974 The Good Earth. L'arrangement est écrit par Mick Rogers, qui fait créditer Logue comme co-auteur sur la pochette du disque. Un autre poème bien connu et cité de Logue est Come to the Edge, souvent attribué à Guillaume Apollinaire, mais qui lui est en fait uniquement dédié. Il est écrit à l'origine pour une affiche annonçant une exposition d'Apollinaire à l'ICA en 1961 ou 1962, et s'intitule « Apollinaire Said », d'où la mauvaise attribution. Sa dernière œuvre majeure est un projet à long terme visant à transformer l'Iliade d'Homère en un langage moderniste. Cet ouvrage est publié dans un certain nombre de petits livres, équivalant généralement à deux ou trois livres du texte original. (Le volume, Homer : War Music, est sélectionné pour le Prix international de poésie Griffin 2002.). Il publie une autobiographie, Prince Charming (1999).
Il a écrit le couplet chanté au début et à la fin du film A High Wind in Jamaica (1965), le scénario de Savage Messiah (1972), une version télévisée d'Antigone (1962) et une courte pièce de théâtre pour la série télévisée, La pièce du mercredi intitulée La fin du mariage d'Arthur (1965), réalisée par Ken Loach.
Il apparait dans de nombreux films en tant qu'acteur, notamment dans les films de Ken Russell Les Diables (1971, dans le rôle du Cardinal Richelieu), et Une affaire d'honneur (1991, dans le rôle de Fernand Labori), et dans celui du fanatique mangeur de spaghettis dans le film de Terry Gilliam Jabberwocky (1977). Logue écrit pour Olympia Press sous le pseudonyme de Count Palmiro Vicarion, notamment un roman pornographique, Lust.

## Famille
Logue épouse la biographe Rosemary Hill en 1985. Il est décédé le 2 décembre 2011, à l'âge de 85 ans.

## Publications
- Wand And Quadrant, Collection Merlin, Paris, 1953
- The Weekdream Sonnets, Jack Straw Press, Paris, 1955
- Devil, Maggot and Son, Peter Russell, 1956
- The Man Who Told His Love, Scorpion Press, 1958
- A Song For Kathleen, Villiers, 1958
- Songs, Hutchinsin & Co., 1959
- Songs from the Lily-White Boys, Scorpion Press, 1960
- 7 Songs from the Establishment, Sydney Bron Music Co. Ltd., London, 1962
- Count Palmiro Vicarion's Book of Limericks, Olympia Press, Paris, 1962
- Count Palmiro Vicarion's Book of Bawdy Ballads, Olympia Press, Paris, 1962
- The Arrival of the Poet in the City, The Yellow Press / Mandarin Books, 1963
- Patrocleia, University of Michigan Press, 1963
- The Words of the Establishment Songs etcetera, Poet & Printer, London, 1966
- Selections from a Correspondence Between an Irishman and a Rat, Goliard Press, London, 1966
- PAX - Book XIX of The Iliad, Rapp & Carroll Ltd, London, 1967
- Hermes Flew to Olympus, (self-published), 1968
- The Girls, Bernard Stone, 1969
- New Numbers, Cape, 1969
- How to Find Poetry Everywhere, (self-published), 1970
- For Talitha. 1941-1971., Steam Press, 1971
- The Isles of Jessamy, November Books, 1971
- Twelve Cards, Lorrimer Publishing Ltd., 1971
- Duet for Mole and Worm, Cafe Books, 1972
- What, The Keepsake Press, 1972
- Singles, John Roberts Press, 1973
- Mixed Rushes, John Roberts Press, 1974
- Urbanal, (self-published) 1975
- Red Bird- Love Poems based on the Spanish of Pablo Neruda, Circle Press, 1979
- Ode to the dodo: poems from 1953 to 1978, Cape, 1981,  (ISBN 978-0-224-01892-0)
- Fluff, Bernard Stone, 1984
- Lucky Dust, Anvil, 1985
- The Seven Deadly Sins- Translations of Bertolt Brecht, Ambit Books, 1986
- War Music, J. Cape, 1981 (ISBN 978-0-224-01534-9, lire en ligne); University of Chicago Press, 2003,  (ISBN 978-0-226-49190-5)
- Kings: An Account of Books 1 and 2 of Homer's Iliad Farrar, Straus, Giroux, 1991,  (ISBN 978-0-374-18151-2)
- The Husbands: An Account of Books 3 and 4 of Homer's Iliad Farrar, Straus, and Giroux, 1995,  (ISBN 978-0-374-17391-3)
- Selected poems, Faber and Faber, 1996,  (ISBN 978-0-571-17761-5)
- All Day Permanent Red, Macmillan, 2003 (ISBN 978-0-374-52929-1, lire en ligne)
- Cold calls: war music continued, Volume 1, Faber and Faber, 2005,  (ISBN 978-0-571-20277-5)